# Антоний (Быстров)
Архиепископ Антоний (в миру Николай Михайлович Быстров; 11 октября 1858, село Нюба, Сольвычегодский уезд, Вологодская губерния — 16 июля 1932, Архангельск) — епископ Русской православной церкви, архиепископ Архангельский и Холмогорский.
Причислен к лику святых Русской православной церкви в 2006 году.

## Биография

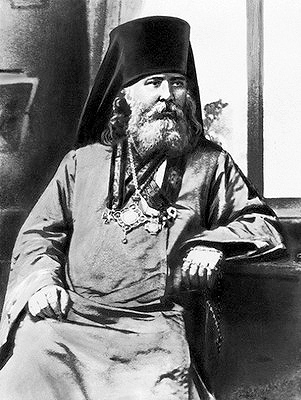
епископ Вельский Антоний (Быстров)

Родился 11 октября 1858 года в семье священника Нюбской Никольской церкви Михаила Ивановича Быстрова.
В 1879 году окончил Вологодскую духовную семинарию. С юности хотел стать монахом, но по просьбе родителей женился, три года служил псаломщиком в Вологодской епархии.

### Священник и монах
15 января 1882 года назначен исправляющим должность настоятеля Степуринской Христорождественской церкви Грязовецкого уезда. 2 февраля того же года рукоположён во священника этой же церкви.
В том же году у него родилась дочь Мария. Вскоре жена умерла. После этого в 1888 году принял монашество
7 февраля 1888 года во Владимирской Заоникиевой пустыни Вологодской губернии был пострижен в монашество с именем Антоний. 18 февраля назначен управляющим Кадниковского Григориево-Пельшемского Лопотова монастыря Вологодской епархии, а с 1889 года — его настоятелем.
С 1890 года — настоятель Корнилиево-Комельского монастыря той же епархии.
В 1892 году возведён в сан игумена, в 1906-м — архимандрита.
За время служения в Корнилиевой обители проявил себя опытным руководителем духовной жизни братии.
С 1907 года — настоятель Вологодского Свято-Духова монастыря.
Глубокий знаток церковного устава, истово и благоговейно совершал богослужение и сам отправлял установленные на седмице акафистные моления. Зорко следил за всеми проявлениями иноческой жизни и, по оценке современников, являлся одним из опытных и просвещённых руководителей — воспитателей монашества.

### Архиерей
С 17 января 1910 года в Троицком соборе Александро-Невской лавры был хиротонисан во епископа Вельского, викария Вологодской епархии. Хиротонию совершили: митрополит Санкт-Петербургский Антоний (Вадковский), митрополит Московский и Коломенский Владимир (Богоявленский), митрополит Киевский и Галицкий Флавиан (Городецкий) и др.
С марта 1921 года — епископ Архангельский и Холмогорский.
27 декабря 1922 года выслан в Нарымский край (Томская губерния) на три года. В начале 1926 года возвратился в Архангельск, много занимался устройством ссыльного духовенства.
7 октября 1926 года арестован, но вскоре освобожден. В 1927 году была арестована его дочь Мария.
В 1929 году возведён в сан архиепископа и стал управляющим епархиями Северного края — Архангельской, Вологодской, Северно-Двинской и области Коми.
23 января 1931 года был арестован за «поддержку контрреволюционного духовенства». Вместе с ним были арестованы 20 человек, в том числе ссыльные епископы Аверкий (Кедров), Тихон (Шарапов), Иннокентий (Тихонов). Обвинён в том, что «покровительствовал и помогал сосланным в Северный край церковникам», а также в разрешении создать церковный хор, в которой вошло много ссыльного духовенства.
Был помещён в городскую тюрьму в одну камеру с семью уголовниками. Вопреки ожиданиям гонителей, уголовники отнеслись к владыке Антонию с уважением. Один из них уступил ему свою койку, которых на восьмерых заключённых было только три. У архиепископа оказалось с собою Евангелие, которое он читал своим сокамерникам, комментируя читаемое. Причём оказалось, что многие из них впервые услышали о Христе Спасителе и Его заповедях.
Отказался признать себя виновным. Также ответил отказом на предложение стать осведомителем. После этого был переведён в другую камеру, где содержался в тяжёлых условиях, вскоре заболел дизентерией и умер в тюремной больнице. Существует рассказ о том, что перед кончиной, когда к нему на короткое время вернулось сознание, он сам прочёл себе отходную.
Скончался 16 июля 1932 года. Похоронен на Ильинском кладбище в Архангельске

## Канонизация
Имя архиепископа Антония было внесено в черновой поимённый список новомучеников и исповедников российских при подготовке их канонизации, совершённой РПЦЗ в 1981 году. Однако сама канонизация не была поимённой, а список новомучеников был издан только в конце 1990-х годов.
Епархиальная комиссия по канонизации посчитала, что он достоин причисления к лику святых, так как, будучи в преклонном возрасте, мужественно переносил все тяготы. Скончался мученически в заключении, нигде — ни на следствии, ни в тюрьме — себя не запятнав, не опорочив.
26 декабря 2006 года Священный Синод Русской православной церкви постановил включить имя владыки Антония в Собор новомучеников и исповедников Российских XX века.